# Eupithecia infuscata
Eupithecia infuscata là một loài bướm đêm trong họ Geometridae.